# William Compton, 1. Earl of Northampton

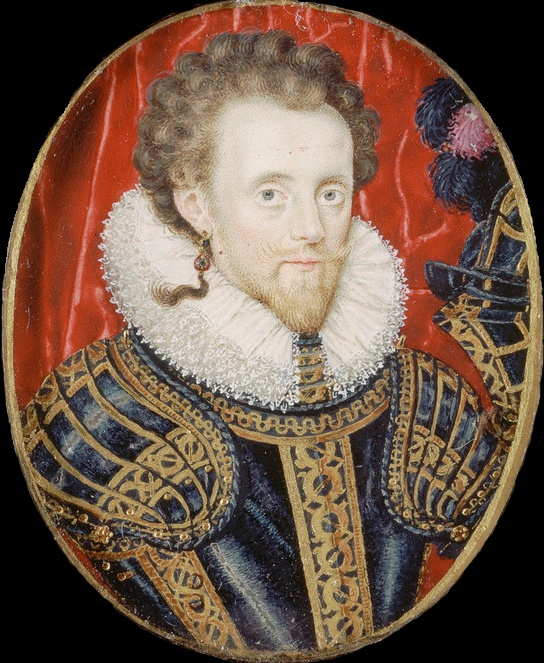
William Compton, 2. Baron Compton, um 1600

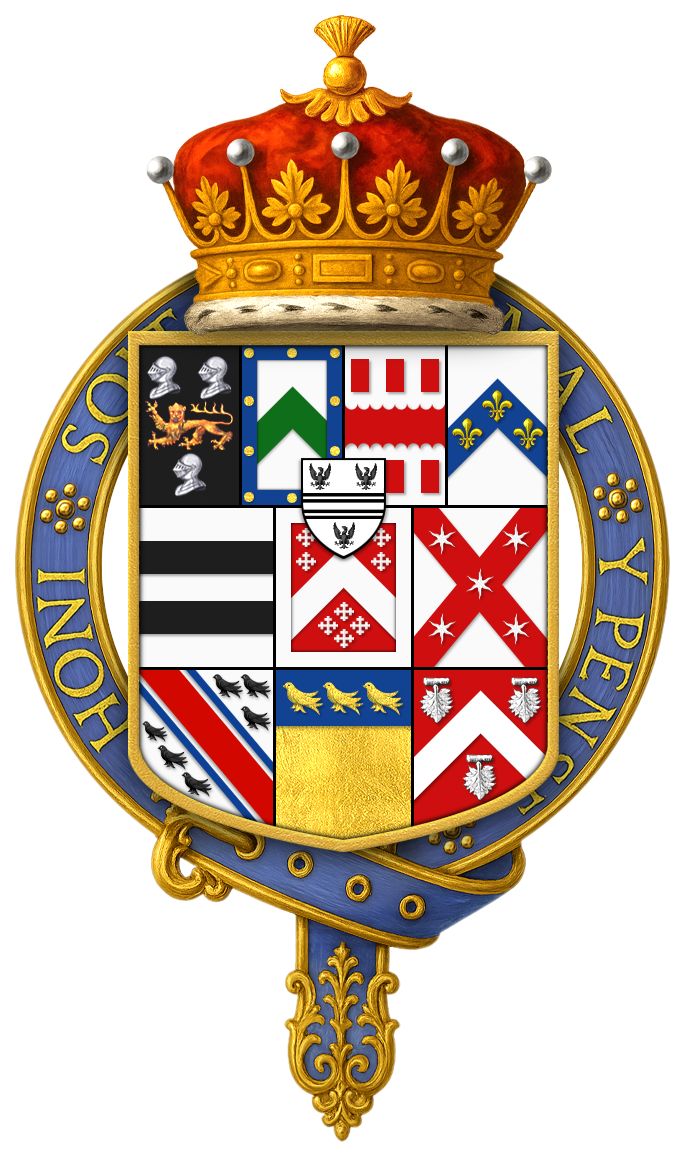
Wappen des William Compton, 1. Earl of Northampton, KG

William Compton, 1. Earl of Northampton, KG (* um 1568; † 24. Juni 1630) war ein englischer Adliger.
William Compton war der Sohn von Henry Compton, 1. Baron Compton, und dessen Gattin Frances Hastings, Tochter des 2. Earl of Huntingdon. Beim Tod seines Vaters erbte er 1589 dessen Titel als 2. Baron Compton sowie den damit verbundenen Sitz im House of Lords.
1603 hatte er das Amt des Lord Lieutenant von Warwickshire inne. Anlässlich der Investitur des Prinzen Charles als Duke of York wurde er am 6. Januar 1605 zum Knight of the Bath geschlagen. 1617 war er Lord Lieutenant von Worcestershire, Herefordshire, Shropshire, sowie North und South Wales. Von 1617 hatte er auch das Amt des Lord President of the Council für Wales und die Welsh Marches inne. Am 2. August 1618 wurde er zum Earl of Northampton erhoben. 1622 war er Lord Lieutenant von Gloucestershire. Am 25. September 1628 wurde er zum Knight Companion des Hosenbandorden ernannt, seine feierliche Ordenseinführung fand am 21. April 1629 statt.
1599 heiratete er Elizabeth Spencer, Tochter des Sir John Spencer († 1610). Mit ihr hatte er drei Kinder:
- Lady Anne Compton († 1675) ⚭ Ulick Burke, 1.  Marquess of Clanricarde;
- Lady Elizabeth Compton
- Spencer Compton, 2. Earl of Northampton (1601–1643), Politiker und Feldherr.

Sein Sohn Spencer erbte durch Writ of Acceleration bereits 1626 vorzeitig den Titel des 3. Baron Compton. 1630 beerbte er seinen Vater auch als 2. Earl of Northampton.